# شعريات الرسغ
شعريات الرسغ (بالإنجليزية: Tarsonemidae)‏ هي عائلة من السوس تسمى كذلك سوس خيطيات الأرجل أو السوس الأبيض.
يتغذى عدد صغير فقط من أجناس شعريات الرسغ على النباتات العليا بينما تتغذى معظم أجناس هذه العائلة على الغزل الفطري أو الفُطْريات رقيقة الجدران أو ربما الطحالب كذلك. حتى السوس شعري الرسغ الذي يتغذى على النبات، معظمه محصور في مناطق نمو جديد يكون فيها الجدار الخلوي رقيقا ويسهل ثقبه. مع ذلك يستطيع جنسان (الحلمة العريضة [الإنجليزية] وسوس نبات بخور مريم [الإنجليزية]) التغذي على الأوراق الأقدم لقدرتها على حقن ذيفانات أثناء التغذي (أصلها يُفترض أنه من الغدد اللعابية) الأمر الذي يسبب زيادةً في الخلايا رقيقة الجدران في محيط مواقع التغذية. ينتج عن هذا التكاثر لنمو جديد ظهور الأوراق متقزمة ومتجعدة وملتوية.